# 上山路町
上山路町（かみやまじちょう）は、愛知県瀬戸市東名連区の町名。丁番を持たない単独町名である。

## 地理
- 瀬戸市の南東端に位置する[8]。西を東山路町・山路町・門前町、北を巡間町・南白坂町、東を東白坂町・豊田市猿投町、南を海上町・豊田市広幡町と隣接している[8]。
- 猿投山西斜面の山林地帯[8]。鎌倉時代から室町時代の代表的な古窯址が多数分布している[9]。

### 河川
- 上山路川（東山路川支流） ： 町の北部を西流している。
- 北山路川（上山路川支流） ：  町の北部を南西に流れ、上山路川に注ぎ込んでいる。

### 学区
市立小・中学校に通う場合、学区は以下の通りとなる。また、公立高等学校普通科に通う場合の学区は以下の通りとなる。
| 番・番地等 | 小学校                 | 中学校                 | 高等学校 |
| ---------- | ---------------------- | ---------------------- | -------- |
| 全域       | 瀬戸市立にじの丘小学校 | 瀬戸市立にじの丘中学校 | 尾張学区 |

## 歴史

### 町名の由来
町名設定の際、赤津村字上山路の字名を採って上山路町にしたと推察される（山路の由来については山路町を参照）。

### 沿革
- 1943年（昭和18年）8月9日 - 瀬戸市大字赤津字上山路の一部により、同市上山路町として成立[2]。

## 世帯数と人口
2025年（令和7年）3月1日現在の世帯数と人口は以下の通りである。
| 町丁     | 世帯数 | 人口 |
| -------- | ------ | ---- |
| 上山路町 | 0世帯  | 0人  |

### 人口の変遷
国勢調査による人口の推移
| 1995年（平成7年）  | 0人 | [ 12 ] |  |
| 2000年（平成12年） | 0人 | [ 13 ] |  |
| 2005年（平成17年） | 0人 | [ 14 ] |  |
| 2010年（平成22年） | 0人 | [ 15 ] |  |
| 2015年（平成27年） | 0人 | [ 16 ] |  |
| 2020年（令和2年）  | 0人 | [ 17 ] |  |

### 世帯数の変遷
国勢調査による世帯数の推移。
| 1995年（平成7年）  | 0世帯 | [ 12 ] |  |
| 2000年（平成12年） | 0世帯 | [ 13 ] |  |
| 2005年（平成17年） | 0世帯 | [ 14 ] |  |
| 2010年（平成22年） | 0世帯 | [ 15 ] |  |
| 2015年（平成27年） | 0世帯 | [ 16 ] |  |
| 2020年（令和2年）  | 0世帯 | [ 17 ] |  |

## 交通

### 鉄道
町内に鉄道は走っていない。最寄り駅は名鉄瀬戸線尾張瀬戸駅、または愛知環状鉄道・愛知環状鉄道線山口駅になる。

### バス
町内にバスは走っていない。名鉄バス「東山線」【11】【12】系統の万徳寺前バス停になる。

### 道路
東海環状自動車道 ： 町の南端部を南北に通っている。

## 施設
- 赤猿峠展望台 ： 東海自然歩道にある展望台。豊田市広幡町との市境・町境にある。

## その他

### 日本郵便
- 郵便番号 : 489-0853[6]（集配局：瀬戸郵便局[19]）。